# Bloková šifra
Bloková šifra je v kryptografii typ symetrické šifry, kde se pracuje s bloky pevně stanovené délky, například 128 bitů (na rozdíl od proudových šifer). Pokud je dat více, rozdělí se na více bloků, přičemž do zbylého místa v posledním je umístěna výplň. Při šifrování je každý blok zakódován (transformován) pomocí šifrovacího algoritmu řízeného utajeným šifrovacím klíčem. Dešifrování probíhá stejným postupem – zašifrované bloky stejné délky jsou postupně rozšifrovány stejným šifrovacím algoritmem pomocí stejného utajeného šifrovacího klíče. Slabinou, pomocí které může kryptoanalýza šifru prolomit, je opakované použití stejné transformace (stejného klíče) na všechny bloky. Proto je nutné použít nějaký druh provozního režimu blokové šifry, který vnese do šifrování další vstup, který způsobí, že zašifrovaná data vypadají jako náhodná sekvence. Tento doplňující náhodný vstup, který je někdy označován za inicializační vektor, může způsobit, že bloková šifra se chová jako proudová (rozdíl mezi těmito druhy šifer není vždy evidentní).
Jednou z prvních blokových šifer s širokým vlivem na ostatní byla DES (anglicky Data Encryption Standard) vyvinutá v IBM a standardizována v roce 1977. Její nástupce AES (anglicky Advanced Encryption Standard) byl přijat v roce 2001.